# Gertrud van Eyseren

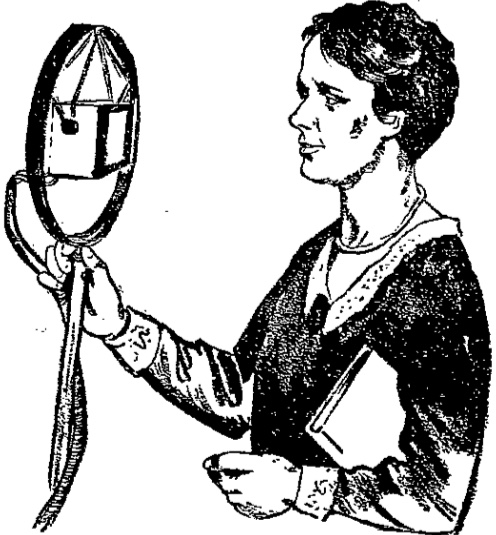
Gertrud van Eyseren als Rundfunksprecherin, 1932 veröffentlichte Zeichnung

Maria Elisabeth Gertrud van Eyseren (* 16. Juli 1896 in Berlin; † 26. August 1977 in Hamburg) war eine deutsche Sprachlehrerin und die erste Rundfunksprecherin der Funkstunde Berlin.

## Leben
Gertrud wurde als Tochter des Kaufmanns Jan Theodor van Eyseren und seiner Ehefrau Johanne Alwine Therese von Eyseren in der Wohnung der Familie in der Teltower Straße 16 in Berlin geboren. Sie heiratete am 8. Januar 1927 in Berlin Paul Artur Richard Ruszczynski, führte jedoch ihren bisherigen Namen fort. Als Familienname trat Ruden hinzu. Die Ehe wurde 1950 wieder geschieden.
Sie war von 1926 bis 1928 Lehrerin an einer gewerblichen Privatschule. Danach machte sie Sprachsendungen für Französisch für die Deutsche Welle aus der Hans-Bredow-Schule für Volkswissenschaft zusammen mit Claude Grander.
1932 war Gertrud van Eyseren Regie-Assistentin bei der Funk-Stunde Berlin.
Im Juni wurde sie als erste Frau zur Ansagerin (Nachrichtensprecherin) des Senders. Sie folgte damit auf den verstorbenen populären Carl Wessel. Dies erregte einiges Aufsehen und sorgte für Proteste von konservativer Seite, die der Meinung waren, dass eine Frau für eine solche Tätigkeit wenig geeignet sei. Sie war dort mindestens bis 1933, Van Eyserens weitere Tätigkeit im Rundfunk während des Nationalsozialismus und nach 1945 sind bislang kaum erforscht.
Später lebte sie in Hamburg, nachweislich wohnte sie 1958 in der Hochallee 113 und zuletzt in der Hochallee 119, Harvestehude, Bezirk Eimsbüttel.
Gertrud van Eyseren verfasste außerdem einige Sprachführer für die spanische Sprache.